# 아시아 안보회의
아시아안전보장회의(Asian Security Council, 이하 ASC)는 2002년부터 영국 국제전략문제연구소(International Institute for Strategic Studies; 1958년 영국 런던에 설립된 비영리 연구소로 워싱턴과 싱가포르에 지부를 운영, 이하 IISS)의 주관 하에 세계 각국 국방장관들이 참석하는 세계 최대 규모의 안보회의이다.

## 배경
아시아안전보장회의는 아시아·태평양 및 유럽지역에 국방 및 군사분야의 최고위급 협의체를 설립하고자 하는 IISS와 지역 다자안보협력을 주도하려는 싱가포르의 이해관계가 일치하면서 시작되었다. 아시아안보회의는 창립 이래 매년 싱가포르 샹그릴라 호텔에서 회의가 개최돼 ‘샹그릴라 대화’라고도 불린다. 대한민국도 매년 이 회의에 참석하여 국방정책과 안보 현안에 대한 의견 교환은 물론 다자안보 협력을 공고히 하고 있다. 

## 참가국
참가국은 대한민국을 비롯하여 미국, 일본, 러시아, 호주, 독일 및 아세안 국가들을 포함한 아시아·태평양 지역, 유럽지역 30개국의 국방장관, 합참의장, 안보전문가 등이 참가하고 있다. 역내 국방장관 및 군 참모들을 대상으로 한 트랙 1.5 안보대화체이지만 국회의원, 전문가, 언론인, 기업인들도 본회의에 초대를 받아 참석하고, 사이드라인으로 국방수장 간 비공식 양자 혹은 다자 회담을 통해 군 대 군의 구체적인 협력의 기회를 제공하기도 한다. 한국은 2002년∼2003년에 국방부 군비통제관이 참가했고, 2004년 이후에는 국방부장관이 참가하고 있다. 북한은 현재까지 이 회의에 참가하지 않고 있다. 

## 회의
- 이상 생략
- 2021년 6월 4일-5일 싱가포르 샹그릴라 호텔에서 진행.[1]
- 2022년 6월 10일-11일 싱가포르 샹그릴라 호텔에서 진행.[2]

## 같이 보기
- 한미 안보협의회의